# Scopula decolor
Scopula decolor is een vlinder uit de familie spanners (Geometridae). De wetenschappelijke naam is voor het eerst geldig gepubliceerd in 1898 door Staudinger.
De soort komt voor in Europa.